# Дуглас, Брайан
Бра́йан Ду́глас (англ. Bryan Douglas; родился 27 мая 1934, Блэкберн) — английский футболист. Всю свою карьеру провёл в клубе «Блэкберн Роверс». Также выступал за сборную Англии, сыграв на двух чемпионатах мира: в 1958 и 1962 годах.
В ноябре 2012 года трибуна «Дарвен Энд» на стадионе «Ивуд Парк» была переименована в трибуну «Дарвен Энд Брайана Дугласа» (англ. The Bryan Douglas Darwen End). Сам Дуглас так прокомментировал это событие: «Первым человеком, который поздравил меня с этим, стала Вэл, вдова Ронни. В честь него названа одна трибуна, в честь меня — противоположная, да будет так и впредь. Мы были лучшими друзьями... Я родился в 400 ярдах от «Дарвен Энд». Это для меня большая честь».
В феврале 2019 года Дуглас стал одним из семерых игроков, включённых в Зал славы «Блэкберн Роверс».